# Hanila
Hanila è un comune rurale dell'Estonia occidentale, nella contea di Läänemaa. Il centro amministrativo del comune è la località (in estone küla) di Kõmsi.

## Località
Oltre al capoluogo, il comune comprende un borgo (in estone alevik), Virtsu (porto d'imbarco principale per le isole di Muhu e Saaremaa), e altre 27 località:
Äila, Esivere, Hanila, Karuse, Kaseküla, Kause, Kinksi, Kiska, Kõera, Kokuta, Kõmsi, Kuke, Linnuse, Lõo, Mäense, Massu, Mõisaküla, Nehatu, Nurmsi, Pajumaa, Pivarootsi, Rame, Rannaküla, Ridase, Salevere, Ullaste, Vatla e Voose.